# 2018年U19亞洲青年橄欖球錦標賽
2018年U19亞洲青年橄欖球錦標賽是一年一度的亞洲青年橄欖球比賽，又被稱為2018年亞洲U19橄欖球錦標賽。 本屆賽事是第十屆的U19亞洲青年橄欖球錦標賽，於台北市的台北田徑場舉辦。冠軍將會代表亞洲參加2019年舉辦的世界青年橄欖球杯。
中華台北於首兩場接連擊敗斯里蘭卡及韓國，掌握出線世青杯的主導權。第二個比賽日有超過三千名觀眾入場，是亞洲青年橄欖球比賽的紀錄。 香港於第三場擊敗中華台北，最終以較多的獎分力壓韓國奪得冠軍，造出五連霸佳績。

## 成績
| 排名 | 隊伍     | 比賽 | 勝 | 和 | 負 | 得分 | 失分 | 分差 | 獎分 | 總分 |
| ---- | -------- | ---- | -- | -- | -- | ---- | ---- | ---- | ---- | ---- |
| 1    | 香港     | 3    | 2  | 0  | 1  | 99   | 37   | +62  | 1    | 11   |
| 2    |          | 3    | 2  | 0  | 1  | 51   | 46   | +5   | 1    | 10   |
| 3    | 中華臺北 | 3    | 2  | 0  | 1  | 27   | 58   | -31  | 0    | 8    |
| 4    | 斯里蘭卡 | 3    | 0  | 0  | 3  | 56   | 95   | -39  | 1    | 1    |

計分方法
- 勝方：得4分
- 平手：各得2分
- 另外各有1獎分給輸了7分之內分差隊伍和4次達陣的隊伍。

### 賽程
| 2018年12月12日 17:00 |      | 17 – 13 | 香港 | 台北田徑場, 台北市 |
| 2018年12月12日 17:00 | 仔細 |         |      | 台北田徑場, 台北市 |

| 2018年12月12日 19:00 | 中華臺北                                                           | 18 – 15 | 斯里蘭卡 | 台北田徑場, 台北市 裁判： Tobi Lothian |
| 2018年12月12日 19:00 | 达阵：張正岡 12' 林學謙 47' 65' 角球：劉育宏 (0/3) 犯规：林學謙 7' | 仔細    |          | 台北田徑場, 台北市 裁判： Tobi Lothian |

| 2018年12月15日 17:00 | 香港 | 48 – 15 | 斯里蘭卡 | 台北田徑場, 台北市 入场人数：3,181 |
| 2018年12月15日 17:00 | 仔細 |         |          | 台北田徑場, 台北市 入场人数：3,181 |

| 2018年12月15日 19:00 | 中華臺北                            | 7 – 5 |  | 台北田徑場, 台北市 入场人数：3,181 裁判： Dewi Rowlands |
| 2018年12月15日 19:00 | 达阵：周新翔 12' 角球：劉育宏 (1/1) | 仔細  |  | 台北田徑場, 台北市 入场人数：3,181 裁判： Dewi Rowlands |

| 2018年12月18日 13:00 | 斯里蘭卡 | 26 – 29 |  | 台北田徑場, 台北市 裁判： Tobi Lothian |
| 2018年12月18日 13:00 | 仔細     |         |  | 台北田徑場, 台北市 裁判： Tobi Lothian |

| 2018年12月18日 15:00 | 中華臺北                            | 5 – 38 | 香港 | 台北田徑場, 台北市 |
| 2018年12月18日 15:00 | 达阵：王志恩 22' 角球：林學謙 (0/1) | 仔細   |      | 台北田徑場, 台北市 |

## 外部連結
- 亞洲五國賽官方網站
- 亞洲橄欖球總會官方網站（页面存档备份，存于）